# Майер, Александр Владимирович
Алекса́ндр Влади́мирович Ма́йер (род. 18 февраля 1986, Томск, СССР) — российский хоккеист, левый нападающий. В настоящее время является игроком клуба «Алматы», выступающего в ОЧРК.

## Биография
А. М. Майер — воспитанник новокузнецкого хоккея. Профессиональную карьеру начал в 2002 году в «Металлург-2» (Новокузнецк).
Играл в нескольких лигах чемпионата России и в чемпионате Казахстана.
В первой лиге чемпионата России сыграл в 58 играх, набрав по системе «гол+пас» 30+23 очка.
В высшей лиге чемпионата России провёл 203 игр, набрав 62+45 очков.
В суперлиге чемпионата России в Новокузнецке провёл 5 игр, сделав единственную результативную передачу.
Начиная с сезона 2011/12 года играет в ВХЛ в составе ХК «Казцинк-Торпедо» (Усть-Каменогорск). Сыграл в 56 играх, набрав 26+15 очков.
В играх чемпионата Казахстана сыграл в 70 играх и набрал 31+21 очко по системе «гол+пас».

## Достижения
Чемпион Казахстана (2007)Чемпион России в составе Югра Ханты-Мансийск